# 共和历三年师范学校
共和历三年师范学校是法兰西共和历三年由国民公会设立，旨在为法国培养教师、普及教育的一系列课程。这些课程从共和历三年雨月1日（公元1795年1月20日）至花月30日（公元1975年5月19日），共持续了4个月。
共和历三年师范学校被视为巴黎高等师范学校以及法国师范大学校的前身。

## 建立
共和历三年师范学校是根据共和历三年雾月9日国民公会的法令建立的：
（第一条）“一所师范学校将在巴黎成立。从共和国各个阶层选出的已经接受过有益的教育的公民，将在这里跟随各个领域最有资历的老师学习授课的艺术。”
向国民公会做学校的报告的是拉卡纳尔，报告由伽拉编写。
1795年1月，学校正式建成开放。这所师范学校的建立在很大程度上借鉴了玛丽亚·特蕾西亚和约瑟夫二世统治时期德意志帝国的师范学校的经验。

## 使命
学校的宗旨是集中、快速地培训大量的教师，以便他们在自己所在的省内继续开办培养教员的师范学校，史学家多米尼克·朱利亚称其“乘数效应”。这个原则是由大革命时期另一所学校——玛斯学校建立的。后者的目标是向公民学员教授火药和硝石的生产，以便他们在学成之后可以在自己的地区培训更多的人，玛斯学校在共和历二年规模曾达到1200人。共和历三年师范学校的教学法为后来建立的、为各省的师范学校培养教员的枫特奈欧罗斯师范学校和圣-克鲁师范学校提供了经验。为了实现宗旨，学校的创办者提出了一套通用的教学策略：“分析法”，在教学领域做出了重要的革新，比如加入了学生与教师的辩论，并要求教师不能读讲稿。

## 编制

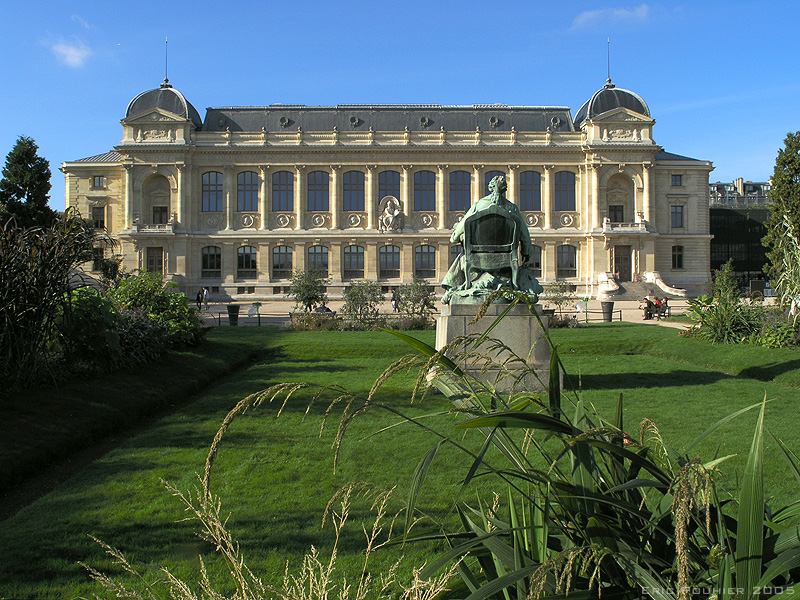
自然史博物馆曾是共和历三年师范学校上课的地方

学校原计划每年招收1500人，课程在自然史博物馆的一间阶梯教室里进行，然而阶梯教室里并不能容纳这么多学生。
当时国民公会所制定的招生比例是：每年招收法国总人口2万分之一的学生（当时法国人口约为2千8百万，所以每届招收1500人）。而如今这个比例缩小了4倍：现在的四所师范大学校每年一共招收大约700人，而法国人口数则已翻倍，达到约6千万人，招生比例是8万分之一。当然，也应该考虑到人口老龄化的因素部分抵消了招生比例的减小。

## 课程及教师
- 数学：拉格朗日和拉普拉斯
- 画法几何：蒙日
- 物理：阿羽依
- 自然史：路易·让-玛丽·道本顿
- 化学：贝托莱
- 农学：安德烈·图安
- 地理：布阿什和蒙特尔（后者是依据雪月24日的一道政令成为布阿什的助教的）
- 历史：沃尔涅
- 经济：范德蒙德
- 伦理学：圣-皮埃尔
- 语法：斯卡尔
- 理解力分析：伽拉
- 文学：拉阿尔普

在学校成立后，雨月12日的一道法令又规定学校将开设政治经济学，19日，国民公会任命范德蒙德教授这门课程。

## 终结
花月7日，公共教育委员会（即今天的教育部）向国民公会提出申请，要求于牧月30日关闭学校，这样，学校本来可以持续开办5个月。但议会随即根据吉伦特派议员居约马尔的提议，宣布学校将于花月30日关闭，而不是公民教育委员会提出的牧月30日。
史学家埃尔奈斯特·阿兰写道：“这次实验（建立师范学校）是如此失败，以至于国民公会之后再也没有重新尝试。”但是著名物理学家、天文学家和数学家让-巴蒂斯特·毕奥则认为共和历三年师范学校是“突然出现在这个被破坏的国度上空的一道耀眼的光芒，它如此之高，巨大的光辉足以覆盖整个法国，照亮它的前程。”